# Yonghe (Linfen)
Yonghe (永和县,  Yǒnghé Xiàn) ist ein chinesischer Kreis der bezirksfreien Stadt Linfen in der Provinz Shanxi. Er hat eine Fläche von 1.217 km² und zählt 49.946 Einwohner (Stand: Zensus 2020). Sein Hauptort ist die Großgemeinde Zhihe (芝河镇).

## Gemeindestruktur
Auf Gemeindeebene setzt sich der Kreis aus zwei Großgemeinden und fünf Gemeinden zusammen. Diese sind:
- Großgemeinde Zhihe 芝河镇
- Großgemeinde Sangbi 桑壁镇

- Gemeinde Gedi 阁底乡
- Gemeinde Nanzhuang 南庄乡
- Gemeinde Dashiyao 打石腰乡
- Gemeinde Potou 坡头乡
- Gemeinde Jiaokou 交口乡